# River of Dreams (Barclay James Harvest)
River of Dreams è il diciassettesimo ed ultimo album in studio della band rock britannica Barclay James Harvest, pubblicato nel 1997.

## Formazione
- John Lees - voce, chitarra, tastiera
- Les Holroyd - voce, basso, chitarra, tastiera
- Mel Pritchard - batteria
- Kevin McAlea - tastiera
- Colin Browne
- Jeff Leach
- Jonathan Musgrove

## Tracce
1. Back In The Game
2. River Of Dreams
3. Yesterday's Heroes
4. Children Of The Disappeared
5. Pool Of Tears
6. Do You Believe In Dreams (Same Chance For Everyone)
7. (Took Me) So Long
8. Mr. E
9. Three Weeks To Despair
10. The Time Of Our Lives